# Segona Batalla de Cholet
La segona batalla de Cholet va tenir lloc el 17 d'octubre de 1793, durant la Revolta de La Vendée, entre les forces republicanes franceses sota el general Jean Léchelle i les Forces Reialistes franceses sota Maurice D'Elbée. La batalla es va dur a terme a la ciutat de Cholet, al departament de Maine-et-Loire, a França, i va resultar en una victòria republicana. D'Elbée va ser ferit i capturat; més tard fou executat per les tropes republicanes a Noirmoutier. L'insurgent reialista, Charles Melchior Artus de Bonchamps (Charles de Bonchamps), fou ferit fatalment en la batalla.

## Preludi
El matí del 16 d'octubre de 1793, l'exèrcit de Vendeà, colpejat a la batalla de La Tremblaye, sense munició ni artilleria, havia evacuat Cholet per ocupar posicions a Beaupréau. L'avantguarda republicana, comandada per Beaupuy, va entrar a la plaça de la ciutat pel sud i es va desplaçar per la ciutat per instal·lar-se als terrenys alts al nord de la ciutat. Kléber va desplegar llavors la resta de les seves tropes posicionant les divisions de Beaupuy i Haxo al flanc esquerre del castell de La Treille, i les de Louis Vimeux al flanc dret del castell de Bois-Grolleau.
Pel que fa a François Séverin Marceau-Desgraviers, que acabava de ser promogut general de brigada després de la batalla de La Tremblaye, va ocupar el centre amb el general Marc Amand Élisée Scherb, davant de la boca de Papinière on estava obert el terreny. Kléber va informar a Jean Léchelle de la situació, que era el cap general de l'Exèrcit d'Occident, i aquest la va aprovar. Les competències militars de Léchelle eren conegudes per ser nul·les, la majoria dels representants havien acceptat confiar no oficialment el comandament a Kléber.
Aquella nit, van arribar els comissaris Pierre Bourbotte, René-Pierre Choudieu, Fayaud i Bellegarde, que van portar el nombre de representants a Cholet a set considerant que Antoine Merlin de Thionville, Jean-Baptiste Carrier i Louis Marie Turreau ja hi eren. Les forces republicanes van tornar a esperar a un reforç de 10.000 homes del general Alexis Chalbos abans d'empènyer més cap al nord i cap a Beaupréau, però van arribar durant la nit.

## Estratègia republicana
Els generals republicans es van reunir en un consell de guerra a principis del 17 d'octubre. Kléber es va oferir a dividir l'exèrcit en tres columnes i marxar cap a Saint-Florent-le-Vieil, Gesté i Beaupréau per tal d'envoltar l'exèrcit Vendeà i tallar-lo del Loira i del camí de Nantes. L'estratègia va ser aprovada pels generals de Mayenne, Marceau i Merlin de Thionville, tot i que alguns altres representants i oficials, particularment Chalbos, hi estaven en contra. Chalbos va pensar que les tropes estaven cansades i que els altres oficials estaven en contra de dividir l'exèrcit. El pla de Kléber va ser rebutjat i l'advocat va optar per una marxa indivisa cap a Beaupréau.

## Estratègia Vendeana

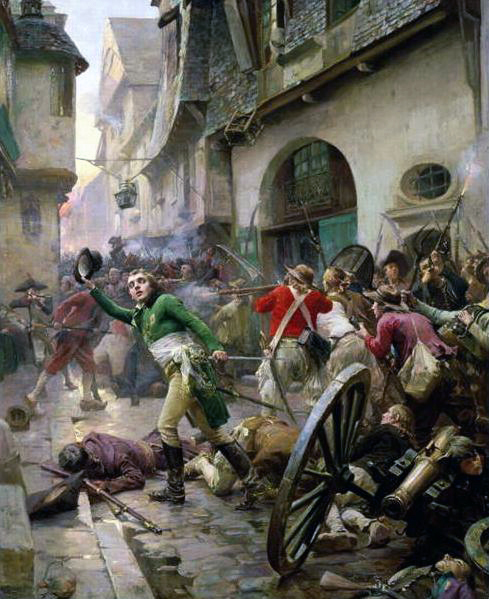
Henri de La Rochejaquelein lluitant a Cholet, el 17 d'octubre de 1793, per Paul-Émile Boutigny.

A Beaupréau, els oficials de Vendéen estaven tan dividits com els primers durant el consell de guerra celebrat al migdia del 16 d'octubre. Bonchamps va oferir que els seus soldats bretons passessin el Loira per iniciar un aixecament a Bretanya i obtenir reforços. La Trémoïlle, d'Autichamp i Donissan volien que tot l'exèrcit hi anés. D'altra banda, d'Elbée, La Rochejaquelein i Stofflet es van negar a deixar la Vendée. Pel que fa a Royrand, va voler intentar trencar les línies enemigues per l'oest per trobar-se amb l'exèrcit de Charette.
Finalment, es va decidir un atac a Cholet i l'exèrcit va començar la seva marxa. No obstant això, a La Trémoïlle se li va permetre sortir a Saint-Florent-le-Vieil amb 4.000 homes per prendre Varades.

## Batalla
A la tarda del 17 d'octubre, a primera hora de la tarda, l'exèrcit de Vendeà es va reagrupar i un fort nombre de 40.000 homes van iniciar l'ofensiva a les línies republicanes al nord de Cholet. La Rochejaquelein va aconseguir ràpidament fer retrocedir els llocs avançats de Beaupuy i Haxo cap al pantà de Papinière. A continuació, els Vendeans van cremar les genêts (arbusts), creant una enorme quantitat de fum que va evitar que l'artilleria republicana ajustes el foc.
Els Vendeans van avançar en formació com a tropes regulars, en tres línies atapeïdes, que contrastaven amb la seva tàctica regular. La Rochejaquelein i Royrand van comandar el flanc dret, d'Elbée i Bonchamps al mig, Stofflet i Marigny l'esquerra. Les tropes de Marceau, bombardejades pels 22 canons dels Vendeans i eren clarament inferiors en nombre, estaven a punt per caure. Kléber va intervenir les tropes de reserva. Les tropes de Chalbos i els 4.000 homes de François Muller van ser enviats a ajudar a Marceau. Veient la quantitat de vendeans que avançaven amb determinació, l'exèrcit republicà quan va arribar, va tornar a Cholet creant una gran confusió. El mateix Jean-Baptiste Carrier va fugir.
Al mateix temps, a Bois-Grolleau, Vimeux i Scherb van aconseguir mantenir-se contra Stofflet i Marigny. A La Treille, les tropes de Haxo i Beaupuy van ser colpejades contra La Rochejaquelein i Royrand i es van retirar als faubourgs de Cholet. Kléber es va unir aleshores a aquest flanc i va agrupar alguns batallons de les seves reserves, i el 109è regiment d'infanteria, i va ordenar que envoltessin les línies Vendeanes. L'ordre es va executar correctament i veient que aquesta tropa els envoltava, els Vendeans pensaren que un nou exèrcit republicà havia arribat com a reforços, per la qual cosa s'escampà en un moment d'excepció a les seves files. En ser sotmesos al contraatac republicà, van aconseguir resistir una estona, però davant les múltiples càrregues de les tropes de Kléber, Bard i Beaupuy, els va entrar en pànic i van fugir.
Al mig, Marceau va col·locar l'artilleria darrere de la infanteria. Quan els vendeans van atacar, Marceau va fer que la seva infanteria fes un pas enrere per revelar els canons, cosa que va obrir foc en el darrer moment, provocant un gran nombre de pèrdues entre els soldats Vendeans. Sorpresa, la línia mitjana de Vendeana també va fugir mentre la infanteria republicana va contraatacar. D'Elbée i Bonchamps sabien que la victòria era propera, així que uns quants centenars de cavallers i soldats van intentar reunir les seves tropes. No ho aconseguiren i acabaren sent encerclats pels republicans. D'Elbée i Bonchamps van caure ferits greus pràcticament al mateix temps. Els últims Vendeans van fugir prenent amb ells els seus oficials ferits. La fugida es va fer general i es van sentir crits "cap al Loira". A Pontreau, les tropes de Lyrot i Piron de La Varenne van aconseguir intervenir a temps per assegurar la retirada de l'exèrcit Vendeà a Beaupréau.
Jean-Baptiste Kléber va dir: "Els rebels van lluitar com els tigres i els nostres soldats com els lleons".

## Creuant el Loira
Un cop a Beaupréau, els generals Vendeans van decidir que era millor sortir, tot l'exèrcit es va traslladar a Saint-Florent-le-Vieil per tal de creuar el Loira. L'expedició de Talmont a Varades després d'haver tingut èxit, l'entrada a Bretanya va ser gratuïta.
Només d'Elbée, ferit greument, no va seguir l'exèrcit. Un nombre reduït de soldats Vendeans el van portar a l'oest, cap a l'exèrcit de Charette, on es va poder refugiar a Noirmoutier.
Mentrestant, l'exèrcit republicà havia tornat a Cholet. Westermann que s'havia allotjat a Châtillon-sur-Sèvre durant la batalla va voler perseguir les Vendeans. Seguit per les tropes de Beaupuy i Haxo, va tenir una escaramuza amb una rereguarda de 8.000 homes Vendeans, però va aconseguir arribar a Beaupréau. La ciutat va quedar deserta a excepció de 400 vendeans ferits que van morir com a venjança de la massacre de soldats ferits republicans a la batalla de Clisson.
Els dies 17 i 18 d'octubre, petites embarcacions Vendeanes anaven i tornaven sobre el Loira per portar l'exèrcit Vendeà a l'altra banda, acompanyat de desenes de milers de ferits, ancians, dones i nens. Els Vendeans també van tenir entre 4.000 i 5.000 presoners republicans que no podien ser transportats a través del riu i, com a tal, van perdre per determinar la seva sort.
A les seves memòries, Victoire de Donnissan de La Rochejaquelein va dir que els oficials van acceptar que fossin executats, però que cap gosaria donar l'ordre. La presència de presos republicans va cridar l'atenció dels soldats Vendeans que volien matar-los per venjar els seus generals ferits i els estralls de l'exèrcit republicà.

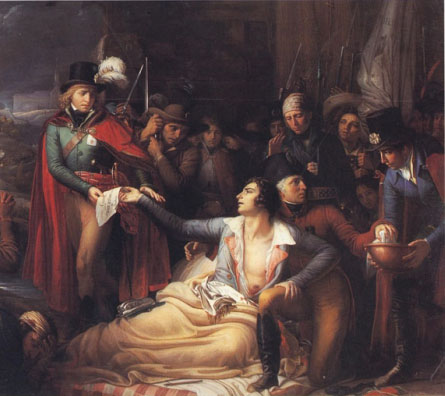
Mort de Bonchamps

El general Charles de Bonchamps havia estat transportat a una casa a Saint-Florent-le-Vieil. Ferit greument i va morir quan va sentir que les tropes republicanes havien de ser executades. Va ordenar al seu segon Charles de Beaumont d'Autichamp que evités que això passés com el seu desig moribund.
D'Autichamp es va presentar així i va dir als soldats que el general moribund desitjava que els presoners fossin salvats. Bonchamps era molt popular entre els seus soldats, de manera que obeïren i els presoners foren alliberats.

## Gir de galerna
Els republicans celebraven després de la victòria a Cholet, segurs que la guerra es guanyaria definitivament i que els últims Vendeans enviats cap a la Loira es destruirien fàcilment. El 19 d'octubre a les 3 del matí, el primer destacament dels hússars del capità Hauteville (segon de Westermann) va entrar a un Saint-Florent-le-Vieil desoladorament deserts. Totes les vendeans havien aconseguit passar al costat nord del Loira, cosa que els republicans van pensar que era una gesta impossible en tan poc temps. Charles de Bonchamps havia mort quatre hores abans havia estat enterrat al cementiri de Varades.
Els presoners republicans es van trobar ràpidament i Merlín de Thionville va escriure al Comitè de Seguretat Pública que havia dit als soldats republicans que no necessitaven cap reconeixement als Vendeans, "enemics de la Nació", i esperava que aquest episodi s'oblidés a història.
Al contrari de les esperances republicanes, la guerra no s'havia acabat. S'inicià una nova campanya anomenada Gir de galerna amb l'objectiu de difondre l'aixecament al nord del Loira fins a Bretanya i Maine.